# 迪约兹
迪约兹（法語：Dieuze，法語發音：[djøz]）是法国摩泽尔省的一个市镇，属于萨尔堡-萨兰堡区。

## 地理
迪约兹（48°48'44"N, 6°43'11"E）面积9.35 平方千米，位于法国大東部大區摩泽尔省，该省份为法国东北部内陆省份，是洛林的一部分，西南接默尔特-摩泽尔省，东临下莱茵省，北与卢森堡和德国接壤。
与迪约兹接壤的市镇（或旧市镇、城区）包括：布朗什埃格利斯、盖贝斯特罗夫、盖布朗日莱迪约兹、瓦勒德布里德、下兰德尔、上兰德尔、韦加维尔。

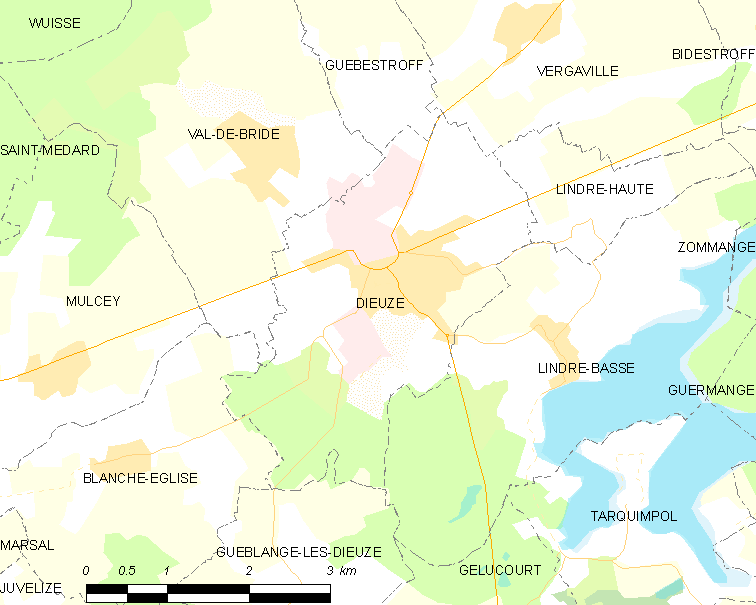
迪约兹的OSM定位图

迪约兹的时区为UTC+01:00、UTC+02:00（夏令时）。

## 行政
迪约兹的邮政编码为57260，INSEE市镇编码为57177。

## 政治
迪约兹所属的省级选区为索努瓦县。

## 人口

1962-2008年间迪约兹人口变化图示

迪约兹于2022年1月1日时的人口数量为2792人。